# Antiblemma ignifera
Antiblemma ignifera är en fjärilsart som beskrevs av Paul Dognin 1912. Antiblemma ignifera ingår i släktet Antiblemma och familjen nattflyn. Inga underarter finns listade i Catalogue of Life.